# Odontophorus
Odontophorus é um gênero de aves da família Odontophoridae.

## Espécies
- Odontophorus gujanensis
- Odontophorus capueira
- Odontophorus melanotis
- Odontophorus erythrops
- Odontophorus atrifrons
- Odontophorus hyperythrus
- Odontophorus melanonotus
- Odontophorus speciosus
- Odontophorus dialeucos
- Odontophorus strophium
- Odontophorus columbianus
- Odontophorus leucolaemus
- Odontophorus balliviani
- Odontophorus stellatus
- Odontophorus guttatus